# Општина Јесенице
Општина Јесенице (словен. Jesenice) је једна од општина Горењске регије у републици Словенији. Седиште општине је истоимени град Јесенице.
Општина Јесенице позната је по дугој традицији производње гвожђа и челика и старој топионици.

## Природне одлике
Рељеф: Општина Јесенице налази се на северозападу државе, на граници са Аустријом. Општина се налази усред алпског планинског масива. Северним делом општине пружају се Караванке, а јужним Јулијски Алпи. У средини се налази долина Саве Долинке, која је погодна за живот и где су смештена сва насеља општине.
Клима: У општини влада умерено континентална клима.
Воде: Главни водоток у општини је Сава Долинка, која овде тече средњим делом тока. Сви остали мањи водотоци су њене притоке.

## Становништво
Општина Јесенице је веома густо насељена насељена.

## Насеља општине
| - Блејска Добрава - Јаворнишки Ровт - Јесенице - Кочна - Корошка Бела - Липце - Планина под Голицо | - Плавшки Ровт - Подкочна - Потоки - Приходи - Словенски Јаворник - Хрушица |  |